# جويسيبى جيميتي
جويسيبى جيميتي (بالألمانية: Giuseppe Gemiti)‏ (3 مايو 1981 بفرانكفورت في ألمانيا - ) هو لاعب كرة قدم ألماني في مركز الوسط. شارك مع منتخب ألمانيا لكرة القدم تحت 18 سنة ومنتخب ألمانيا تحت 20 سنة لكرة القدم ومنتخب ألمانيا تحت 21 سنة لكرة القدم. أما مع النوادي، فقد لعب مع آينتراخت فرانكفورت وكييفو فيرونا ونادي أودينيزي ونادي باري ونادي بياتشينزا ونادي جنوى ونادي ليفورنو ونادي مودينا ونادي نوفارا.

## وصلات خارجية
- جويسيبى جيميتي على موقع الاتحاد الدولي (مؤرشف)  (الإنجليزية)
- جويسيبى جيميتي على موقع قاعدة بيانات كرة القدم.إي يو (الإنجليزية)
- جويسيبى جيميتي على موقع Soccerway.com (الإنجليزية)
- جويسيبى جيميتي على موقع عالم كرة القدم.نت (الإنجليزية)
- جويسيبى جيميتي على موقع AS.com (الإسبانية)